# Liste der Monuments historiques in Leschères-sur-le-Blaiseron
Die Liste der Monuments historiques in Leschères-sur-le-Blaiseron führt die Monuments historiques in der französischen Gemeinde Leschères-sur-le-Blaiseron auf.

## Liste der Objekte
| Bezeichnung                                 | Beschreibung                                        | Standort                                       | Kennzeichnung | Schutzstatus | Datum | Bild |
| ------------------------------------------- | --------------------------------------------------- | ---------------------------------------------- | ------------- | ------------ | ----- | ---- |
| Skulptur eines heiligen Bischofs            | Holz, farbig gefasst und vergoldet, 18. Jahrhundert | in der Kirche Notre-Dame-en-sa-Nativité (Lage) | PM52000869    | Classé       | 1982  |      |
| Pietà                                       | Stein, farbig gefasst, 16. Jahrhundert              | in der Kirche Notre-Dame-en-sa-Nativité (Lage) | PM52000867    | Classé       | 1961  |      |
| Skulptur Madonna mit Kind                   | Holz, farbig gefasst und vergoldet, 18. Jahrhundert | in der Kirche Notre-Dame-en-sa-Nativité (Lage) | PM52000868    | Classé       | 1982  |      |
| Grabstein für H. und P. S. Nicolas de Ségur | Marmor, bezeichnet 1787                             | in der Kirche Notre-Dame-en-sa-Nativité (Lage) | PM52000870    | Classé       | 1982  |      |